# Lagoa do Pico Pinheiro
A Lagoa do Pico Pinheiro é uma lagoa portuguesa, localizada na freguesia do Norte Grande, concelho das Velas, ilha de São Jorge. Esta lagoa faz parte de um conjunto de duas que se encontram alojadas na cratera de um vulcão que faz parte da grande cordilheira central da ilha de São Jorge, o Pico Pinheiro. Está a uma cota de altitude de 895 metros acima do nível do mar.
Enquadra-se num habitat de montanha com águas oligomesotróficas da região medioeuropeia e perialpina com vegetação aquática, com referência às espécie de plantas angiospérmicas como o (Junco).
É uma lagoa de pequenas dimensões, rodeada de abundantes turfeiras que ajudam a reter e controlar as águas, contribuindo assim para a alimentação da lagoa bem como para a alimentação da toalha freática da ilha que dada a sua pouca largura necessita particularmente destas turfeiras para a retenção e acumulação das águas pluviais.